# شهرستان جینگبیان
شهرستان جینگبیان (به لاتین: Jingbian County) یک منطقهٔ مسکونی در چین است که در یولین واقع شده‌است. شهرستان جینگبیان ۵٬۰۸۸ کیلومتر مربع مساحت دارد ۱٬۳۳۹ متر بالاتر از سطح دریا واقع شده‌است.